# Limnophora atrifrons
Limnophora atrifrons är en tvåvingeart som beskrevs av Stein 1920. Limnophora atrifrons ingår i släktet Limnophora och familjen husflugor. Inga underarter finns listade i Catalogue of Life.